# Joris Nachtergaele
Joris Nachtergaele (Oudenaarde, 21 augustus 1977) is een Belgisch Vlaams-nationalistisch politicus voor N-VA.

## Levensloop
Nachtergaele is van opleiding master in de rechten, optie nationaal en internationaal publiekrecht aan de Universiteit Gent, een diploma dat hij behaalde in 2001. In 2011 en 2012 studeerde hij International Management aan de Vlerick Business School. In 2018 volgde Nachtergaele het Program on Negotiation and Leadership aan Harvard University in Cambridge. 
Van 2002 tot 2004 werkte hij als politiek en juridisch adviseur in de Kamer van volksvertegenwoordigers, alvorens hij van van 2004 tot 2007 politiek en juridisch adviseur in het Europees Parlement was. Vervolgens werkte hij van 2007 tot 2012 voor Apeal, de Europese federatie van staalproducenten: van 2007 tot 2010 als EU Public Affairs Manager en daarna als Deputy Managing Director. Nadien was hij werkzaam bij Metal Packaging Europe: van 2012 tot 2014 was hij er External Affairs Director en van 2015 tot 2016 secretaris-generaal. Van 2016 tot 2019 was hij vervolgens senior consulent bij consultancybureau Avisa Partners. Daarnaast is Nachtergaele sinds 2012 zaakvoerder van het strategisch adviesbureau Oak Tree Public Affairs.
In 2001 was Joris Nachtergaele medestichter van N-VA. Voor deze partij zetelde Nachtergaele van 2007 tot 2012 in de OCMW-raad van Maarkedal, waar hij sinds januari 2013 gemeenteraadslid is. Van 2013 tot 2015 was hij OCMW-voorzitter en sinds december 2015 is hij burgemeester van Maarkedal.
Bij de federale verkiezingen van 25 mei 2014 stond Nachtergaele op de zesde plaats van de Oost-Vlaamse N-VA-lijst, maar hij raakte nipt niet verkozen in de Kamer van volksvertegenwoordigers. Vijf jaar later, bij de Vlaamse verkiezingen van 26 mei 2019, kreeg hij de eerste opvolgersplaats op de N-VA-lijst. In oktober 2019 legde Nachtergaele de eed af als Vlaams Parlementslid, ter opvolging van Vlaams minister Matthias Diependaele. Hij was er tot aan het einde van zijn mandaat in juni 2024 ondervoorzitter van de commissie Landbouw, Visserij en Plattelandsbeleid en vast lid van de commissie  Buitenlands Beleid, Europese Aangelegenheden, Internationale Samenwerking en Toerisme. Vanaf december 2019 zetelde hij ook in de Benelux Interparlementaire Assemblee en vanaf januari 2020 als plaatsvervangend lid van het Europees Comité van de Regio's. 
Bij de Vlaamse verkiezingen van 9 juni 2024 ambieerde Nachtergaele geen parlementair mandaat meer, om zich volledig toe te leggen op het burgemeesterschap. Wel aanvaardde hij ter ondersteuning van zijn partij de voorlaatste plaats op de Oost-Vlaamse N-VA-lijst.
Nachtergaele was tevens van 2016 tot 2019 lid van de raad van bestuur van de drinkwaterintercommunale Farys en sinds 2019 bestuurder bij de Vlaamse Vereniging van Steden en Gemeenten.